# Pseudhammus myrmidonum
Pseudhammus myrmidonum är en skalbaggsart som beskrevs av Hermann Julius Kolbe 1894. Pseudhammus myrmidonum ingår i släktet Pseudhammus och familjen långhorningar.
Artens utbredningsområde är Gabon. Inga underarter finns listade i Catalogue of Life.